# 파프리카 (소설)
《파프리카》(パプリカ)는 1993년에 츠츠이 야스타카가 창작한 소설이다. 2006년에 애니메이션 영화 《파프리카》로 제작되었다.

## 같이 보기
- 츠츠이 야스타카